# جون كولترين
جون وليام كولتراين (بالإنجليزية: John William Coltrane، يُعرف أيضًا بلقب Trane «ترين»، عاش في الفترة من 23 سبتمبر 1926 وحتى 17 يوليو 1967) كان عازف ساكسفون وملحن لموسيقى الجاز أمريكي. عمل في بداية حياته المهنية في أسلوبين مميزين من موسيقى الجاز هما بيبوب وهارد بوب، كما ساعد في استخدام مقامات الألحان في موسيقى الجاز، ثم صار لاحقًا في طليعة من اتبعوا أسلوب فري جاز. نظم وهو قائد فرقة ما لا يقل عن خمسين جلسة تسجيلية خلال حياته المهنية في حقل التسجيل، وظهر كعضو في فرقة موسيقية في كثير من الألبومات الأخرى، خاصةً مع عازف البوق مايلز ديفيس وعازف البيانو ثالونيوس منك.
وفي ظل تقدمه المهني بدأت موسيقاه تتخذ بعدًا روحيًا بشكل متزايد. وكانت زوجته الثانية أليس كولترين عازفة بيانو، أما ابنهما رافي كولترين فقد تميز بعزفه على الساكسفون. أثر كولترين في عدد لا يحصى من الموسيقيين، وظل واحدًا من أبرز عازفي الساكسفون في تاريخ الجاز. وحصل على العديد من الجوائز والتكريمات بعد وفاته؛ فقد أعلنت الكنيسة الأرثوذكسية الإفريقية عن ضمه إلى قائمة القديسين باسم القديس جون وليام كولترين. وفي عام 2007، حصل كولترين على شهادة تقدير خاصة من هيئة جوائز بوليتزر وذلك «لارتجاله البارع، ولموسيقاه رفيعة المستوى، ولمكانته المتميزة في تاريخ موسيقى الجاز.»

## سيرة حياته

### 1926- 1954: النشأة والمسيرة المهنية
وُلد كولترين في منزل والديه في جادة هاملت رقم 200 في هاملت، كارولاينا الشمالية، في 23 سبتمبر 1926. والداه هما جون ر. كولترين  وأليس بلير. نشأ في هاي بوينت في كارولاينا الشمالية والتحق بمدرسة ويليام بين الثانوية. في مطلع ديسمبر 1938، توفي والده وعمته وأجداده في غضون بضعة أشهر تفصل وفاتهم، الأمر الذي ترك رعايته لوالدته وأقربائه المقربين. انتقل إلى فيلادلفيا في يونيو 1943. وفي سبتمبر، اشترت والدته له أول ساكسفون امتلكه، وهو من نوع ألتو. عزف على آلتي الكلارينيت والصور في فرقة موسيقية مجتمعية قبل أن يبدأ بالعزف على ساكسفون الألتو في المدرسة الثانوية. حصل على أول عمل مهني في أوائل عام 1945 حتى منتصفه، «ثلاثية موسيقية في ردهة استراحة للشرب» مع بيانو وغيتار.
تجنبًا لتجنيد الجيش، تطوع كولترين في البحرية في 6 أغسطس 1945، وهو اليوم الذي أُلقيت فيه أول قنبلة ذرية أمريكية على اليابان. تلقى تدريبًا يلائم بحارًا مبتدئًا في محطة سامسون للتدريب البحري في شمال ولاية نيويورك قبل نقله إلى بيرل هاربور، حيث رابط في ثكنات مانانا، وهي أكبر نشر للجنود الأميركيين الأفارقة في العالم. بحلول الوقت الذي وصل فيه إلى هاواي في أواخر عام 1945، كانت البحرية في خضم تقليص حجمها. اعتُرف بموهبة كولترين الموسيقية، وأصبح أحد رجال البحرية القلائل الذين خدموا موسيقيين دون أن يحصل على تصنيف موسيقي عندما انضم إلى فرقة ميلودي ماسترز، وهي فرقة سوينغ أساسية. كان أعضاء فرقة ميلودي ماسترز من ذوي البشرة البيضاء، ومع ذلك، عومل كولترين كمؤدٍ ضيف فحسب؛ لتجنب جذب انتباه كبار الضباط لمشاركته في الفرقة. استمر في أداء واجبات أخرى أثناء عدم عزفه مع الفرقة، بما في ذلك العمل في المطبخ والتفاصيل الأمنية. في نهاية خدمته، تولى دورًا قياديًا في الفرقة. صدرت أول تسجيلات له، وهي جلسة موسيقية غير رسمية في هاواي مع موسيقيين من البحرية، في 13 يوليو 1946. عزف على ساكسفون ألتو في تشكيلة من معايير موسيقى الجاز وألحان البيبوب.
بعد تسريحه من البحرية برتبة بحار من الدرجة الأولى في أغسطس 1946، عاد كولترين إلى فيلادلفيا حيث «انغمس في الإثارة المهيبة التي حفلت بها الموسيقى الجديدة ومسرح موسيقى البيبوب المزدهر». بعد القيام بجولة مع كينغ كولاكس، انضم إلى فرقة بقيادة جيمي هيث، الذي تعرف على عزف كولترين بواسطة عازف البوق ويليام مايسي، وهو زميل سابق له في البحرية عزف إلى جانب كولترين في فرقة ميلودي ماسترز. درس نظرية الجاز مع عازف الإيتار والمؤلف الموسيقي دينيس ساندول واستمر تحت قيادة ساندول خلال أوائل خمسينيات القرن العشرين. رغم بدئه العزف على ساكسفون ألتو، بدأ العزف أيضًا على ساكسفون تينور في عام 1947 برفقة إدي فينسون.
وصف كولترين ذلك بالوقت الذي «أُتيح لي مجال أوسع من الاستماع. كان هناك العديد من الأشياء التي لم أفهمها والتي قام بها أشخاص مثل كولمان هوكنز وبين ويبستر وتاب سميث في أربعينيات القرن التاسع عشر، ولكن شعرت بانفعال». وفقًا لعازف ساكسفون التينور أودين بوب، كان عازف البيانو من فيلادلفيا، والملحن، والنظري حسان بن علي ذا تأثير ملحوظ. «كان حسان دليلًا على... النظام الذي استخدمه كولترين. وكان حسان ذا تأثير كبير على مفهوم كولترين اللحني». أصبح كولترين مهووسًا بشأن ممارسة حرفته وتطويرها، وتمرن «25 ساعة في اليوم» وفقًا لما ذكره جيمي هيث. يشير هيث إلى حادث وقع في فندق في سان فرانسيسكو بعد صدور شكوى، إذ أخرج كولترين البوق من فمه ومارس العزف بالأصابع مدة ساعة كاملة. تمثل تفانيه المعتاد بأن يسقط نائمًا والبوق ما يزال في فمه أو أن يتمرن على نغمة واحدة لساعات متتالية.

## وصلات خارجية
- جون كولترين على موقع IMDb (الإنجليزية)
- جون كولترين على موقع الموسوعة البريطانية (الإنجليزية)
- جون كولترين على موقع ألو سيني (الفرنسية)
- جون كولترين على موقع ميوزك برينز (الإنجليزية)
- جون كولترين على موقع رولينغ ستون (الإنجليزية)
- جون كولترين على موقع أول موفي (الإنجليزية)
- جون كولترين على موقع قاعدة بيانات برودواي على الإنترنت (الإنجليزية)
- جون كولترين على موقع قاعدة بيانات الأفلام السويدية (السويدية)
- جون كولترين على موقع إن إن دي بي (الإنجليزية)
- جون كولترين على موقع أول ميوزيك (الإنجليزية)

- Official Website
- Coltrane Church Website
- 1957 Carnegie Hall Performance in Transcription and Analysis
- Infography about John Coltrane
- "John Coltrane: Images of Trane", Jazz Times, June 1997, Lee Tanner
- Discography